# Positive Vibes
El Positive Vibes es un equipo de fútbol de las Islas Vírgenes Estadounidenses que juega en el Campeonato de fútbol de las Islas Vírgenes Estadounidenses, el torneo de fútbol más importante del país.

## Historia
Fue fundado en el año 2000 en Saint Thomas e integran la Liga Regional de Saint Thomas y Saint John, una de las dos ligas regionales que componen el fútbol de las Islas Vírgenes Estadounidenses. Han ganado la liga regional en 7 ocasiones, siendo uno de los equipos más ganadores de la liga regional.
Gracias a ello, han llegado al torneo nacional en 7 ocasiones, en donde han sido campeones nacionales en tres de esas apariciones.
A nivel internacional han sido uno de los pocos equipos de las Islas Vírgenes Estadounidenses que han participado en torneos continentales, en 2 ocasiones, en los cuales nunca han superado una ronda.

## Palmarés
- Campeonato de fútbol de las Islas Vírgenes Estadounidenses: 2

2004-05, 2007-08
- Liga de fútbol de Saint Thomas: 7

2004-05, 2005-06, 2006-07, 2007-08, 2009-10, 2012-13, 2013-14

## Participación en competiciones de la Concacaf
| Temporada | Torneo                         | Ronda | Club            | Casa | Visita | Global |
| --------- | ------------------------------ | ----- | --------------- | ---- | ------ | ------ |
| 2005      | Campeonato de Clubes de la CFU | 1     | Northern United | 0-5  | 2-0    | 2-5    |
| 2006      | Campeonato de Clubes de la CFU | 1     | Aigle Noir AC   | 3-2  | 3-2    | 3-2    |
| 2006      | Campeonato de Clubes de la CFU | 1     | Centro Barber   | 0-2  | 0-2    | 0-2    |
| 2006      | Campeonato de Clubes de la CFU | 1     | Harbour View FC | 0-5  | 0-5    | 0-5    |